# Martin Smedberg-Dalence
Martin Ramiro Guillermo Smedberg-Dalence (Norrköping, 10 de maio de 1984) é um ex-futebolista boliviano nascido na Suécia. Jogava como Meio-campo.

## Carreira
Iniciou a carreira em 2001, no Gunnilse IS. Jogou ainda por IFK Göteborg (2004-06), Västra Frölunda (2005, empréstimo), Ljungskile SK (emprestado em 2006, foi contratado em 2007 e atuou em 113 partidas até 2010) e IFK Norrköping (2011-13). Em 2014, voltou ao IFK Göteborg, onde joga desde então.

## Seleções

### Categorias de base da Suécia (1999-2003)
Entre 1999 e 2003, Smedberg defendeu a Seleção Sueca nas categorias sub-16, 17 e 19. Na segunda, onde atuou em 13 partidas entre 2002 e 2003, não foi sequer relacionado para uma pré-convocação à seleção principal que disputaria a Copa de 2002.

### Bolívia (2014-2016)
Seu pai, Ramiro Dalence, deixou a Bolívia (que ainda vivia em uma ditadura militar) em 1980 e mudou-se para a Suécia, onde conseguiu se adaptar, inclusive casando-se com uma jovem do país nórdico. Foi por causa das origens de seu pai que Smedberg optou em defender a Bolívia em 2013.
Tornou-se elegível para representar La Verde em competições de futebol da FIFA em outubro de 2014. Estreou num amistoso frente ao Chile, e fez outras 3 partidas antes de marcar seu primeiro gol, na Copa América de 2015. A vitória da Bolívia sobre o Equador por 3 a 2 quebrou um jejum de 18 anos sem vitórias de La Verde na competição.